# Каменарки
Каменарките (Plecoptera), наричани също перли, са разред дребни животни от клас Насекоми (Insecta).
Включва около 3 500 вида крилати насекоми, разпространени в целия свят, с изключение на Антарктика. Смятани са за едни от най-примитивните новокрили насекоми. Нимфите им живеят в сладководни водоеми и са силно чувствителни към замърсяване на водата.

## Семейства
Разред Каменарки
- Надсемейство Eusthenioidea
  - Семейство Diamphipnoidae
  - Семейство Eustheniidae
- Надсемейство Leptoperloidea
  - Семейство Austroperlidae
  - Семейство Gripopterygidae
- Подразред Arctoperlaria
  - Семейство Scopuridae
  - Инфраразред Euholognatha
    - Семейство Capniidae
    - Семейство Leuctridae
    - Семейство Nemouridae
    - Семейство Notonemouridae
    - Семейство Taeniopterygidae

  - Инфраразред Systellognatha
    - Семейство Chloroperlidae
    - Семейство Perlidae
    - Семейство Perlodidae
    - Семейство Peltoperlidae
    - Семейство Styloperlidae
    - Семейство Pteronarcyidae